# غونار غوندرسن
غونار غوندرسن (بالإنجليزية: Gunnar Gundersen)‏ هو لاعب شطرنج أسترالي، ولد في 11 مارس 1882 في بوردو في فرنسا، وتوفي في 9 فبراير 1943 في ملبورن في أستراليا.

## وصلات خارجية
- غونار غوندرسن على موقع مباريات الشطرنج (الإنجليزية)
- غونار غوندرسن على موقع 365Chess.com (الإنجليزية)